# Sol Spiegelman
Pour les articles homonymes, voir Spiegelman.
Sol Spiegelman (14 décembre 1914 - 21 janvier 1983) est un biologiste moléculaire américain. Il développe la technique d'hybridation des acides nucléiques, qui contribue à jeter les bases des progrès de la technologie de l'ADN recombinant,,.

## Jeunesse et éducation
Spiegelman est né à Brooklyn, New York en 1914. Il fréquente le City College de New York et s'intéresse d'abord à la biologie, mais trouve les cours peu inspirants et choisit plutôt de se concentrer sur les mathématiques et la physique. Au cours de ses études de premier cycle, il prend un congé pour travailler dans un laboratoire de biologie, où il étudie la génétique des bactéries. Il obtient en 1939 un baccalauréat en mathématiques. Il commence ensuite ses études supérieures à l'Université Columbia en 1940, étudiant la physiologie cellulaire sous la direction de HB Steinbach. Spiegelman rejoint Steinbach lors de son transfert à l'Université de Washington deux ans plus tard et obtient son doctorat de cette institution en 1944. Ses travaux de troisième cycle se concentrent sur ce qu'on appelle alors « l'induction » ou « l'adaptation » enzymatique, maintenant connue pour refléter les changements dans l'expression des gènes en réponse à des facteurs environnementaux. Il continue à travailler à l'Université de Washington jusqu'en 1948, puis obtient une bourse d'un an du service de santé publique à l'Université du Minnesota,.

## Carrière académique
En 1949, Spiegelman rejoint la faculté de l'Université de l'Illinois, où il passe les 20 années suivantes de sa carrière universitaire ,. Ses recherches à cette époque se concentrent sur les acides nucléiques et particulièrement sur les enzymes associées à la synthèse des acides nucléiques, issues des travaux sur les bactériophages à génomes à ARN tels que le phage MS2 et le bactériophage Qβ. Son travail avec l'ARN Qβ conduit à une expérience remarquée avec des structures d'ARN auto-reproductrices appelées Monstre de Spiegelman,. Parmi ses travaux les plus connus figurent ses recherches sur l'hybridation des acides nucléiques, dont une grande partie est menée en collaboration avec Kim Atwood et Ferruccio Ritossa en s'appuyant sur les travaux de Rich et Davies en 1956 qui aident à poser la base des progrès de la technologie de l'ADN recombinant,.
Les recherches ultérieures de Spiegelman se concentrent sur le cancer et en 1969, il rejoint le Columbia University College of Physicians and Surgeons, devenant professeur de génétique humaine et de développement ainsi que directeur de l'Institute of Cancer Research. Il s'intéresse particulièrement aux causes virales potentielles du cancer. En 1975, il est nommé professeur d'université.

## Récompenses et honneurs
Spiegelman reçoit le prix Lasker en 1974 pour ses travaux de 1965 sur l'ARN Qβ. En 1981, il reçoit le prix international Antonio Feltrinelli de biologie pour ses contributions à la biologie moléculaire. Il est élu à l'Académie nationale des sciences des États-Unis en 1965 ,, à l'Académie américaine des arts et des sciences un an plus tard.

## Vie privée
Spiegelman et sa femme Helen ont trois enfants. Il est décédé d'un cancer du pancréas en 1983.